# Onisim Bobrowski
Onisim Iwanowicz Bobrowski (ros. Онисим Иванович Бобровский, ur. 15 lutego 1894 w miasteczku Romanowo w guberni mohylewskiej, zm. 1958 w Moskwie) – radziecki polityk i działacz instytucji gospodarczych.

## Życiorys
W latach 1913–1917 był nauczycielem, w 1917 przewodniczył Związkowi Nauczycieli-Internacjonalistów, działał w Partii Lewicowych Eserowców, a w czerwcu 1919 został członkiem RKP(b). Od lipca do grudnia 1919 pełnił funkcję przewodniczącego Goreckiej Powiatowej Komisji Aprowizacyjnej w guberni mohylewskiej, a od grudnia 1919 do 1920 przewodniczącego mohylewskiej gubernialnej komisji aprowizacyjnej, od 1920 do października 1921 przewodniczył homelskiej gubernialnej komisji aprowizacyjnej, później pracował w aprowizacji na Syberii. Do lutego 1923 komisarz ds. aprowizacji guberni irkuckiej, od kwietnia do grudnia 1923 komisarz ds. aprowizacji guberni smoleńskiej, od grudnia 1923 do lipca 1924 przewodniczący Specjalnej Komisji ds. Rozpatrzenia List Majątków Znaczenia Ogólnopaństwowego i Lokalnego, od 12 lipca 1924 do 6 maja 1926 przewodniczący Komitetu Wykonawczego Smoleńskiej Rady Gubernialnej. Od maja 1926 do czerwca 1927 pełnomocnik Chleboprodukta w Nowosybirsku, od czerwca 1927 do maja 1928 pełnomocnik Chleboprodukta w Charkowie, 1928-1931 pełnomocnik Chleboprodukta w Ałma-Acie, od kwietnia 1931 do lipca 1932 członek Zarządu Sojuzpromkorma. Od lipca 1932 do stycznia 1934 zastępca szefa Gławspirta, od stycznia do października 1934 kierownik Krajowego Oddziału Zaopatrzenia w Saratowie, potem szef wydziału Gławspirta, od lutego 1936 do kwietnia 1939 zarządca Skootkorma. Od kwietnia 1939 do sierpnia 1940 szef Gławskotootkorma, od sierpnia 1940 do maja 1943 szef Gławzagotskot Wschodu, potem szef Wydziału Zapasów Ludowego Komisariatu Przemysłu Mięsnego i Mleczarskiego ZSRR, od lipca do listopada 1944 przewodniczący moskiewskiego trustu mięsnego. Od listopada 1944 do kwietnia 1950 szef Gławskotootkorma Ludowego Komisariatu/Ministerstwa Przemysłu Mięsnego i Mleczarskiego ZSRR, od kwietnia 1950 do marca 1953 szef Gławzagotskot Wschodu Ministerstwa Przemysłu Mięsnego i Mleczarskiego ZSRR, od marca 1953 do kwietnia 1954 szef wydziału Gławzagotskot, następnie zastępca szefa Gławskotootkorm. Odznaczony Orderem Znak Honoru (23 stycznia 1944).